# Luminance HDR
Luminance HDR – vormals Qtpfsgui – ist eine Grafiksoftware für die Erstellung und Bearbeitung von High-Dynamic-Range-Bildern. Sie ist unter der GPL veröffentlicht und für die Betriebssysteme Linux, Windows, Mac OS X (nur Intel) erhältlich. Luminance HDR unterstützt mehrere High-Dynamic-Range (HDR)- sowie Low-Dynamic-Range (LDR)-Dateiformate.

## Funktionsweise
Grundvoraussetzung der HDR-Fotografie sind Digitalbilder unterschiedlicher Belichtung. Diese legt Luminance HDR übereinander und berechnet aus ihnen ein Bild mit hohem Kontrast. Damit dieses auf üblichen Computerbildschirmen angezeigt werden kann, wandelt Luminance HDR diese mit Hilfe verschiedener zur Auswahl stehenden Methoden (Farbabbildung) in ein darstellbares LDR-Bildformat um.
Ein allgemeines Problem ist, dass die als Basis dienenden Bilder exakt übereinander ausgerichtet werden müssen. Bei statischen Motiven kann das mit Hilfe eines Stativs oder einer stabilen Ablage der Kamera sichergestellt werden. Soll mit Bilddaten gearbeitet werden, die nicht ganz exakt dasselbe abbilden, so bietet das Programm die Funktion, die Bilder übereinander auszurichten. Eine automatische Ausrichtung ist über das Hugin-Projekt eingebaut. Sollte diese Automatik nicht das gewünschte Ergebnis liefern, kann aber auch manuell nachgebessert werden.

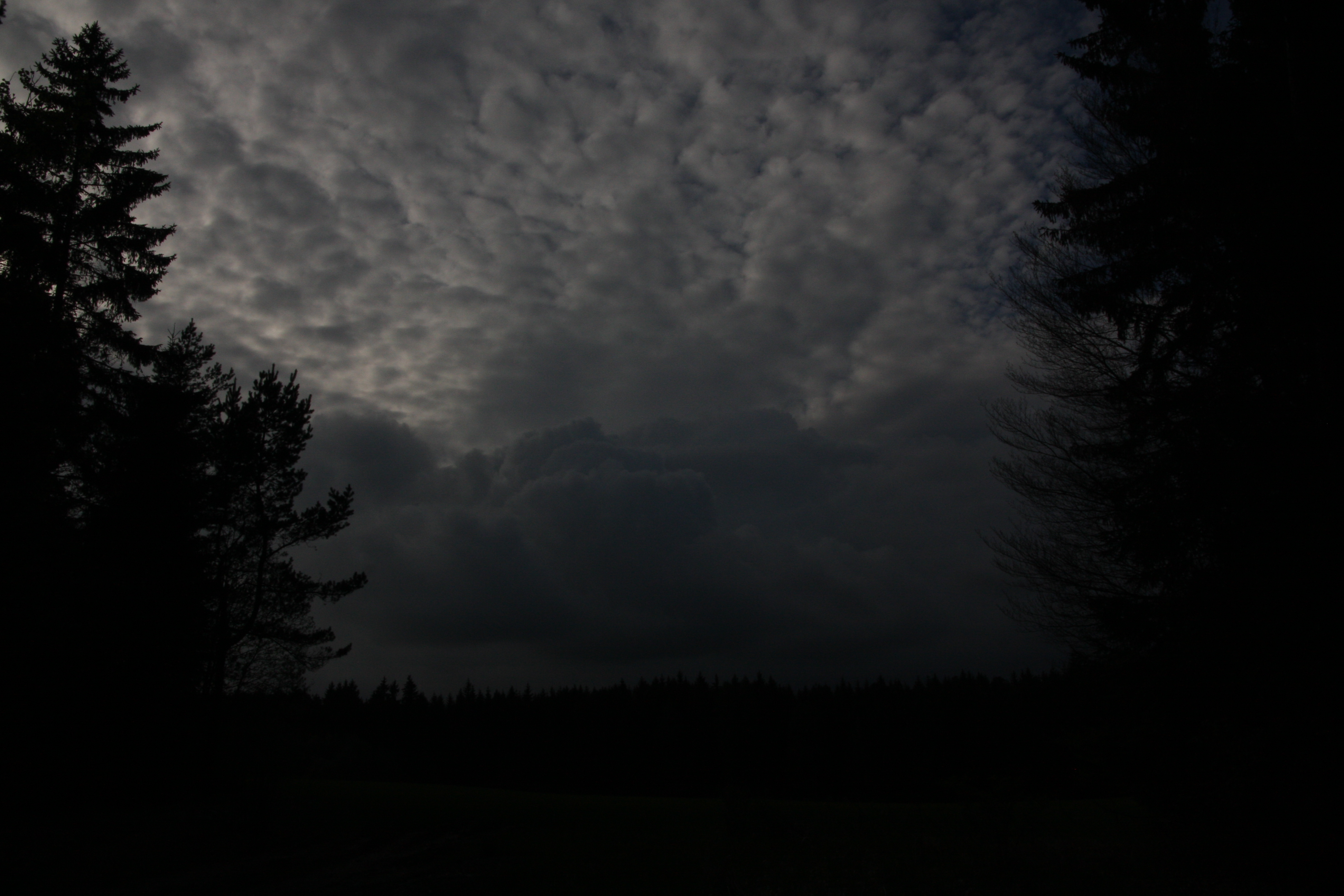
−2 Ev unterbelichtetes Bild
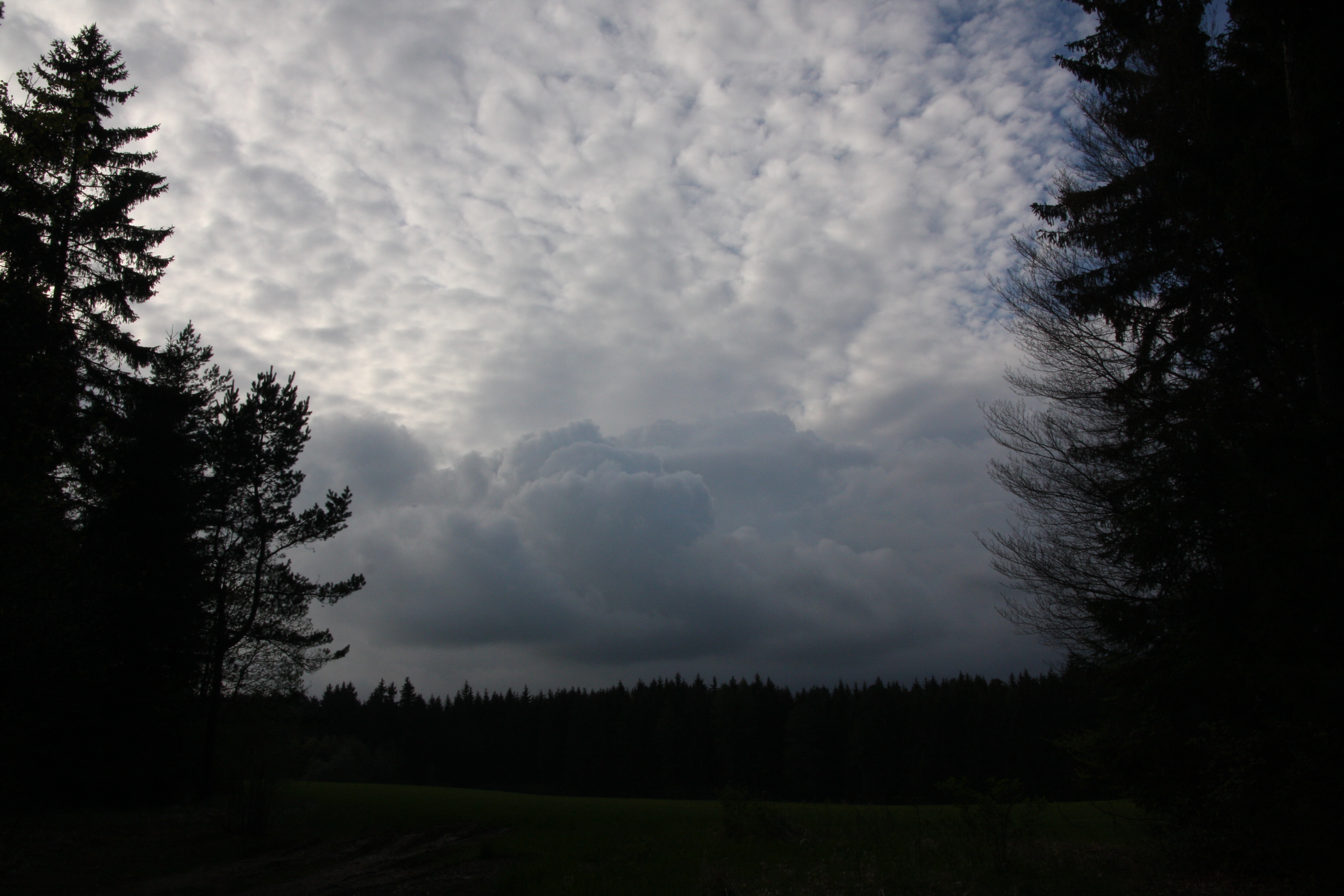
Normalbelichtes Bild
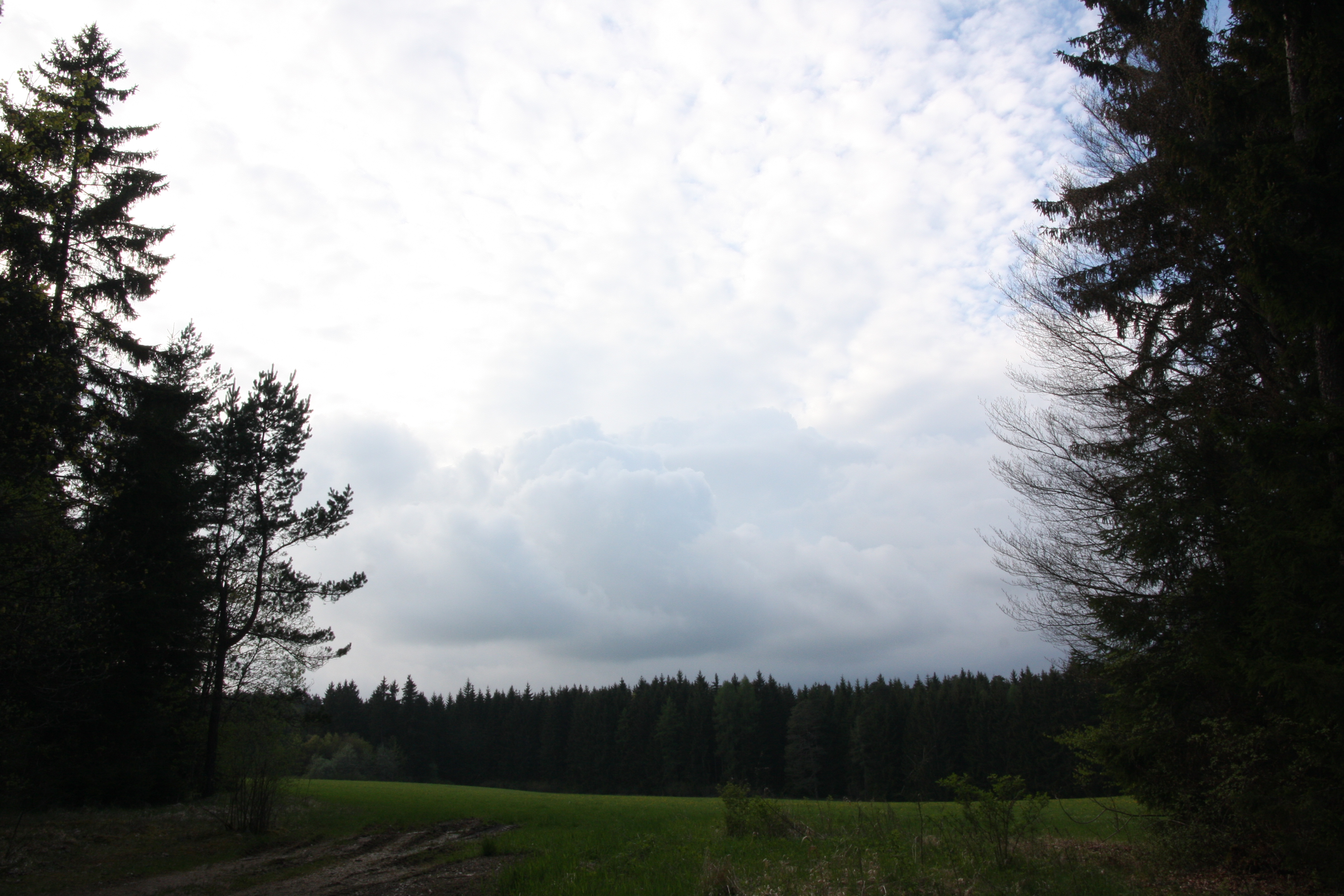
+2 Ev überbelichtetes Bild
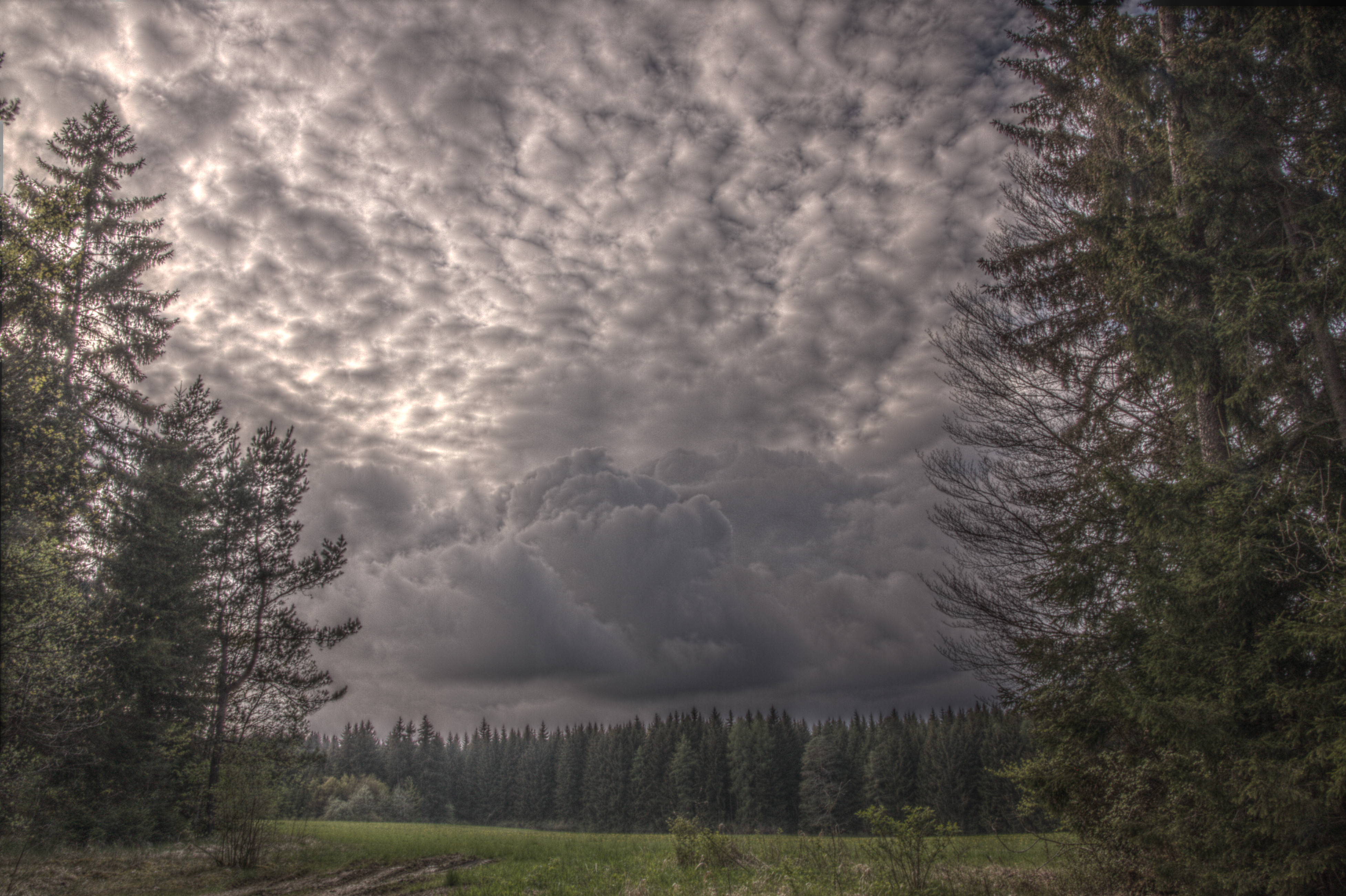
HDR-Bild aus Luminance HDR (Algorithmus: Mantiuk 06)

## Unterstützte Formate
HDR-Bilder sind Bilder mit einem hohen Kontrastumfang und können mit Luminance HDR sowohl erstellt als auch bearbeitet werden. Folgende HDR-Grafikformate werden unterstützt:
- OpenEXR
- Radiance HDR
- Tagged Image File Format (TIFF) Formate: 16 Bit, 32 Bit (Float) und LogLuv
- Rohdatenformat (RAW)
- PFS native

Luminance HDR kann aus mehreren LDR-Bildern ein HDR erstellen und ein HDR-Bild in ein LDR farbabbilden. Folgende LDR-Formate werden unterstützt:
- JPG
- PNG
- Portable Pixmap (PPM)
- Portable Bitmap (PBM)
- TIFF (8 Bit)